# Torcuato Mendiry
Torcuato Mendiry y Corera (Allo, 22 de mayo de 1813-Tudela, 23 de noviembre de 1884) I marqués de Mendiri, I conde de Abárzuza, fue un aristócrata y militar español.

## Biografía
Era hijo de Joaquín Mendiri Ezcurra, natural de Larraga, y de Teresa Corera Montoya, también natural de Larraga. Era nieto, por línea paterna, de Martín Antonio Mendiri de Garde, natural de Puente la Reina, y de Sebastiana de Ezcurra y Lizasoain, natural de Larraga; por la materna, de Manuel Corera Lasterra, natural de Larraga, y de Marcelina Montoya, natural de Allo. Un hermano de su abuelo paterno fue el capitán isabelino Vicente Ferrer Mendiri Garde, jefe de la Milicia Nacional de Alcaraz, que llegó a alcalde corregidor de esta localidad y diputado en Cortes por Albacete en las legislaturas de 1840 y 1844. Tuvo, al menos, un hermano llamado Alejandro Mendiri Corera, casado en 1840 en Cirauqui con María Inés Gurucharri Ezcurra.[cita requerida]
A los dieciocho años ingresó como voluntario en el Ejército español, siendo licenciado dieciocho meses después, ya ascendido a sargento. A finales de 1833 se alistó en las filas carlistas. Fue ascendido al grado de teniente y poco después a capitán y consiguiendo además la cruz de San Fernando de primera clase. Sirvió a las órdenes de Zumalacárregui y más tarde acompañó al general Guergué en Cataluña, siendo nuevamente destinado al norte.
Después del Convenio de Vergara emigró a Francia, siendo ya graduado de coronel. En la emigración aprendió el oficio de cajista de imprenta. Alrededor de 1845 volvió a España y continuó con el mismo oficio en el establecimiento tipográfico de El Heraldo. Acogido a los beneficios del Convenio, reingresó en el Ejército nacional y se le confirió el mando del batallón provincial de Palencia; luego el del tercer batallón del regimiento de infantería de la Constitución, que debía organizarse en Andalucía; por último el del segundo batallón de Borbón, con el que luchó en Zaragoza en 1854 contra los revolucionarios. Ascendió al empleo de teniente coronel, pero herido en aquellos sucesos, estuvo dos años en un hospital. En 1856 fue nombrado comandante militar de Tudela, y en 1859 organizó el batallón provincial de Pamplona. No quiso intervenir en la conspiración carlista de 1860. Ascendido a coronel, pasó a mandar el regimiento de Zaragoza en 1862, y en 1866 fue a Sevilla para reorganizar el regimiento de Bailén. En 1867 ascendió a brigadier. Pasó como comandante general a la Serranía de Ronda, donde fue tal su intervención en la gran crisis obrera de aquella época, que a su iniciativa, se suministró comida a más de 5000 personas durante ocho meses.
Allí le sorprendió la revolución de 1868, y viéndose impotente para reprimirla renunció al mando, y en 1873 pidió la licencia absoluta en el Ejército. El mismo año ofreció nuevamente sus servicios a los carlistas y fue nombrado segundo comandante general de Álava, y en 1874 general en jefe del ejército del Norte en sustitución de Dorregaray. Obtuvo el triunfo sobre las tropas liberales en las batallas de Abárzuza (1874) y Lácar (1875). En recompensa recibió de Carlos VII los títulos de conde de Abárzuza y marqués de Mendiri. Sin embargo, tras los combates librados en 1876 sobre la línea del Arga, favorables a los alfonsinos, perdió el favor del pretendiente y fue sustituido en el mando por Pérula.

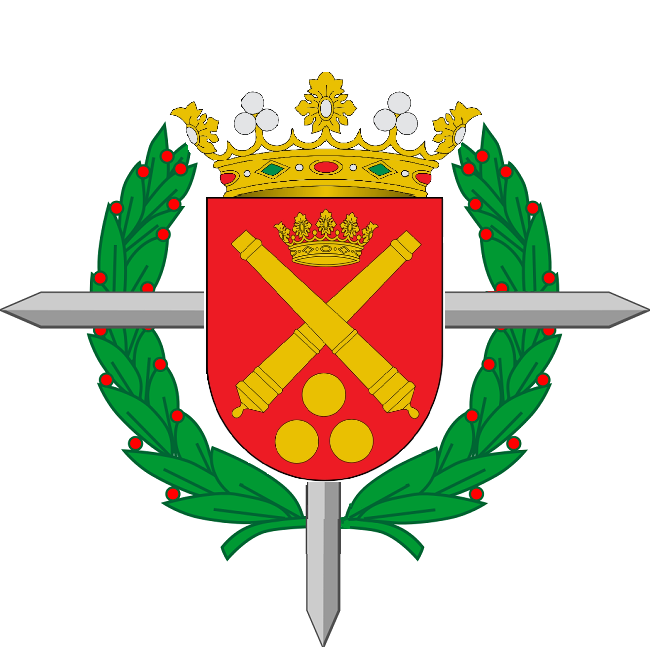
Armas del Marquesado de Mendiri

Para librarse de un proceso pasó a Francia. En octubre de 1875 se hallaba retirado en Muez y, según noticias aparecidas prensa de la época, en noviembre renunció a todos los títulos, grados y condecoraciones que había recibido de Don Carlos. Sin embargo, dicha renuncia fue rechazada por el pretendiente al trono. Finalmente, reingresó en el Ejército gubernamental con el grado de general de brigada, pasando a la reserva pocos años después.

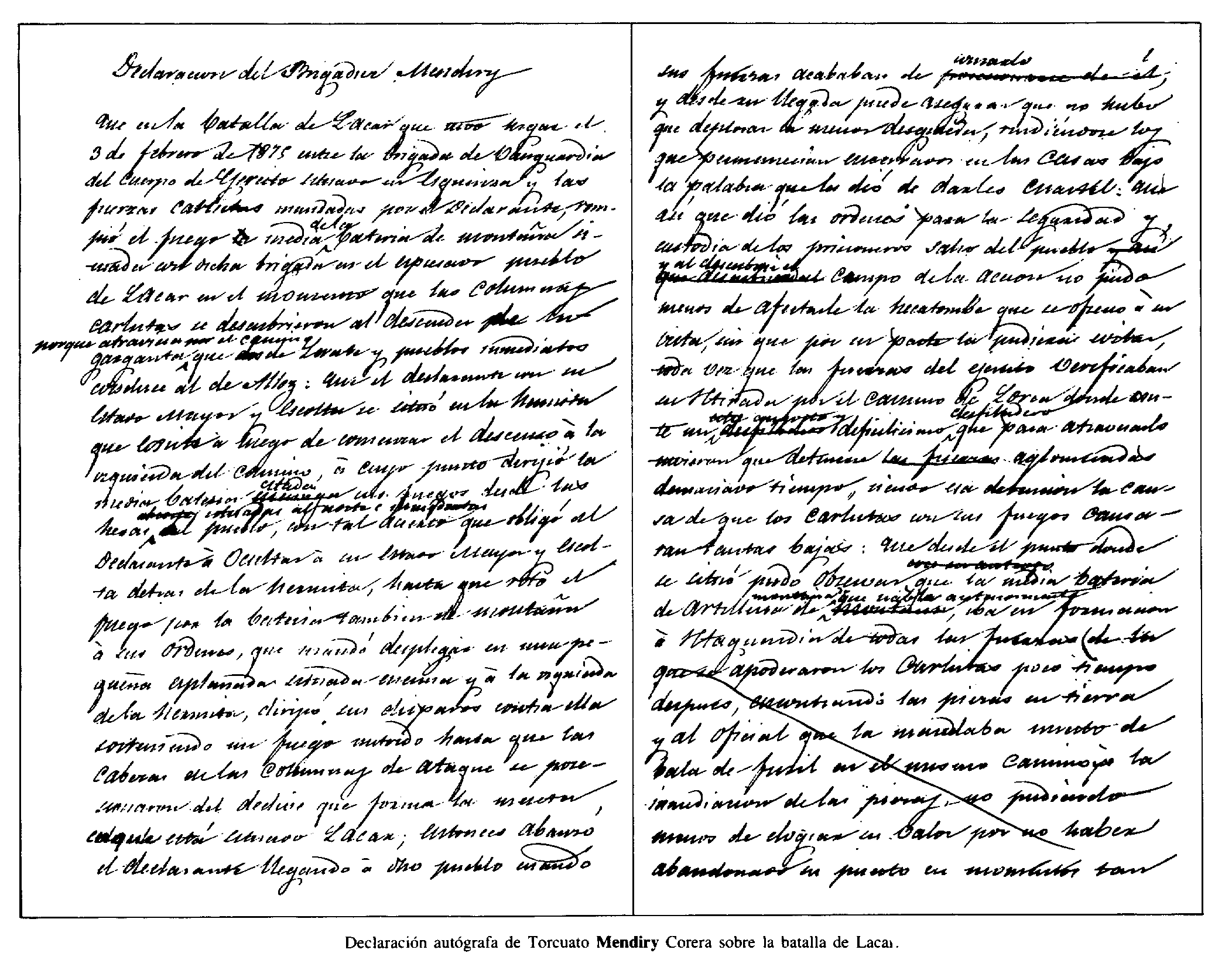
Declaración autógrafa de Torcuato Mendiry Corera sobre la batalla de Lácar.

### Matrimonios y descendencia

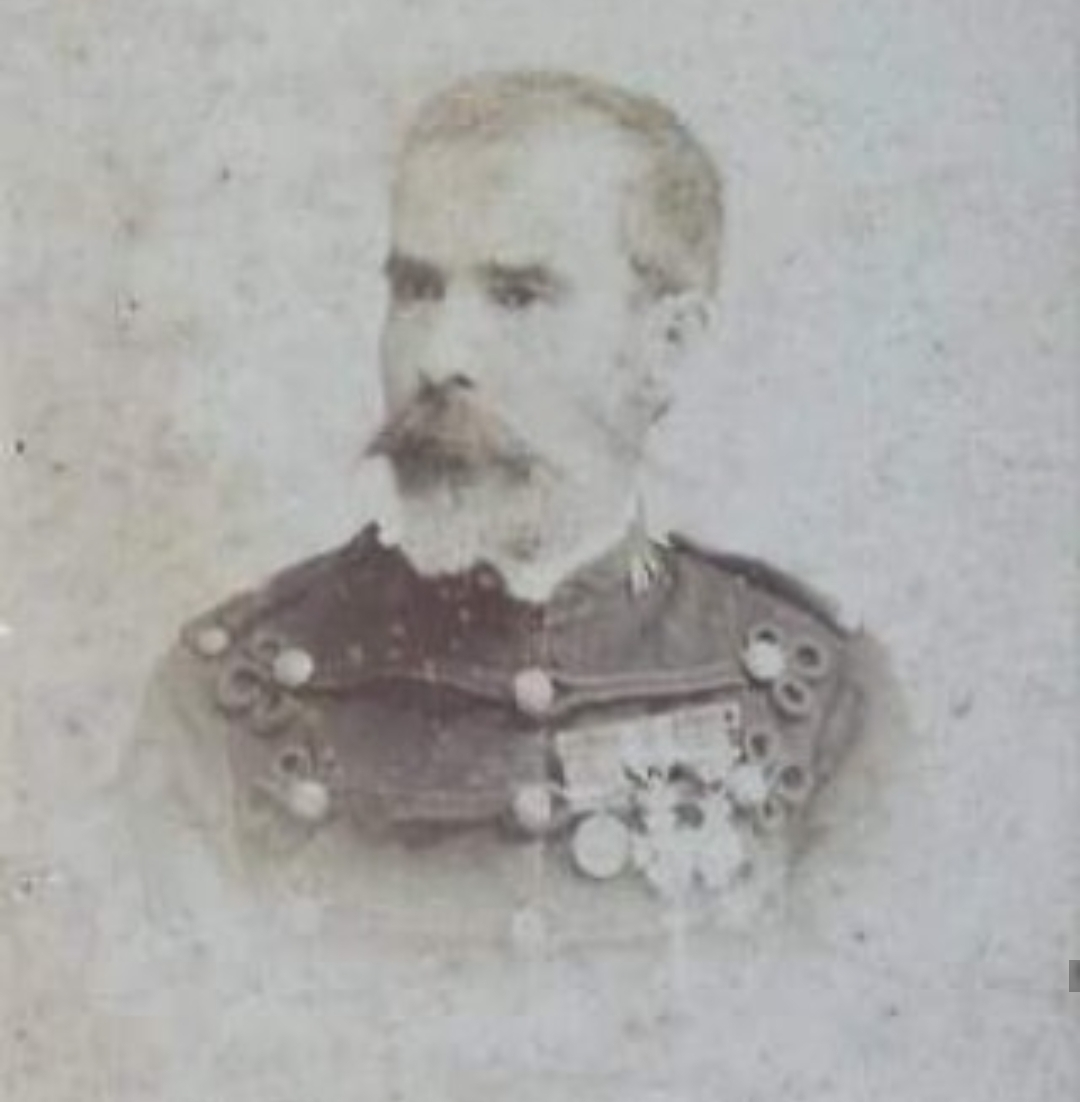
Francisco de Paula de Arriazu y Walpole. Pamplona, entre 1872 y 1876.

El 17 de junio de 1845 se casó en San Miguel de Larraga con la aristócrata navarra Juana de la Cruz de Andorra-Arriazu y de Sagaseta, natural de la ciudad de Pamplona, hija de Agustín de Andorra-Arriazu y Mina, también natural de Pamplona, y de Catalina de Sagaseta y Zabalegui, natural de Huarte. Juana era sobrina nieta del terrateniente y militar carlista Francisco de Paula de Arriazu y Walpole, quien estaba emparentado por línea materna con el político inglés del siglo XVIII Robert Walpole, I conde de Orford. De este matrimonio nació el 15 de julio de 1848 en Pamplona su hijo Pío Enrique de Mendiri y de Andorra-Arriazu, II marqués de Mendiri y conde de Abárzuza, quien alcanzaría el grado de capitán durante la tercera guerra carlista.
Casó en segundas nupcias con Petra Aristizábal, con la que no tuvo descendencia. En 1884 casó en terceras con Donata Mendiry Núñez, que debía de ser una pariente lejana